# Pokinj
Pokinj (nemško Pakein) je naselje v Občini Grabštanj v Okraju Celovec-dežela na Koroškem v Avstriji.